# Manel Yaakoubi
Manel Yaakoubi, née le 25 juin 1992 à Chlef, est une joueuse algérienne de volley-ball.

## Club
club actuel :  Nedjmet Chlef